# Władysław Hryczyna Woyna
Władysław Hryczyna Woyna herbu Trąby – ciwun użwencki w latach 1628–1668, starosta gorzdowski.
Studiował na Uniwersytecie w Ingolstadt w 1617 roku i Uniwersytecie we Fryburgu w 1619 roku.
Był elektorem Władysława IV Wazy z Księstwa Żmudzkiego w 1632 roku.